# Integral senoidal

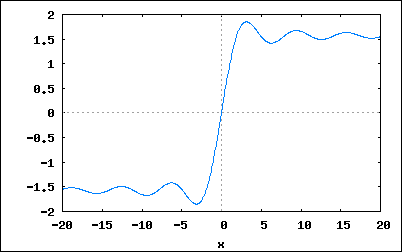
La función Si(x)

La integral senoidal es la función definida mediante la integración de la función sinc (seno cardinal):
{\displaystyle {\mbox{Si}}(x)=\int _{0}^{x}{\mbox{sinc}}(t)\,dt=\int _{0}^{x}{\frac {\operatorname {sen}(t)}{t}}\,dt}
Esta integral no puede expresarse en términos de funciones elementales. Mediante una integración término a término, se ve que la integral senoidal puede expresarse como una serie:
{\displaystyle {\mbox{Si}}(x)=\sum _{n=0}^{\infty }{\frac {(-1)^{n}x^{2n+1}}{(2n+1)(2n+1)!}}=x-{\frac {x^{3}}{3\cdot 3!}}+{\frac {x^{5}}{5\cdot 5!}}-{\frac {x^{7}}{7\cdot 7!}}+\dots }

## Propiedades
Algunas propiedades de la integral senoidal son:
- Al ser la integral de una función par, es una función impar, esto es, Si(-x) = -Si(x).
- El valor de Si(x) cuando x tiende a infinito es el límite:

{\displaystyle \lim _{x\rightarrow \infty }{\mbox{Si}}(x)=\int _{0}^{\infty }{\frac {\operatorname {sen}(t)}{t}}\,dt={\frac {\pi }{2}}}
Asimismo, el valor de Si(x) cuando x tiende a menos infinito es {\displaystyle -{\frac {\pi }{2}}}.

## Funciones asociadas

### Seno Integral

Gráfico de Si(x) para 0 ≤ x ≤ 8π.

Las diferentes definiciones son:
{\displaystyle {\rm {Si}}(x)=\int _{0}^{x}{\frac {\operatorname {sen} t}{t}}\,dt}
{\displaystyle {\rm {si}}(x)=-\int _{x}^{\infty }{\frac {\operatorname {sen} t}{t}}\,dt}
{\displaystyle {\rm {Si}}(x)} es la primitiva de {\displaystyle \operatorname {sen} x/x} que es cero para {\displaystyle x=0}; {\displaystyle {\rm {si}}(x)} es la primitiva de {\displaystyle \operatorname {sen} x/x} que es cero para {\displaystyle x=\infty }. Se debe distinguir que {\displaystyle {\tfrac {\operatorname {sen} t}{t}}} es la Función sinc y también la función esférica de Bessel: {\displaystyle j_{n},y_{n}} de orden cero. Cuando {\displaystyle x=\infty }, se conoce como la Integral de Dirichlet.
Se define la función integral senoidal complementaria como:
{\displaystyle {\mbox{si}}(x)={\mbox{Si}}(x)-{\frac {\pi }{2}}=-\int _{x}^{\infty }{\frac {\operatorname {sen}(t)}{t}}\,dt}

### Coseno Integral

Gráfico de Ci(x) para 0 < x ≤ 8π.

Se define la función integral cosenoidal como:
{\displaystyle {\mbox{ci}}(x)=\int _{x}^{\infty }{\frac {\cos(t)}{t}}\,dt}
Las diferentes definiciones son:
{\displaystyle {\rm {Ci}}(x)=\gamma +\ln x+\int _{0}^{x}{\frac {\cos t-1}{t}}\,dt}
{\displaystyle {\rm {ci}}(x)=-\int _{x}^{\infty }{\frac {\cos t}{t}}\,dt}
{\displaystyle {\rm {Cin}}(x)=\int _{0}^{x}{\frac {1-\cos t}{t}}\,dt}
{\displaystyle {\rm {ci}}(x)} es la primitiva de {\displaystyle \cos x/x} que es cero para {\displaystyle x=\infty }. Se tiene:
{\displaystyle {\rm {ci}}(x)={\rm {Ci}}(x)\,}
{\displaystyle {\rm {Cin}}(x)=\gamma +\ln x-{\rm {Ci}}(x)\,}